# Roman Umiastowski
Roman Umiastowski, ps. „Zawada”, „Bolesław Żarnowiecki” (ur. 10 lutego 1893 w Warszawie, zm. 29 grudnia 1982 w Londynie) – podpułkownik dyplomowany piechoty Wojska Polskiego, działacz niepodległościowy, historyk wojskowości, geograf, powieściopisarz.

## Życiorys
Urodził się 10 lutego 1893 w rodzinie Filipa (1859–1923) i Florentyny z Arabskich (1860–1922). Był starszym bratem Stefana (ur. 1895), porucznika kawalerii Wojska Polskiego, odznaczonego Krzyżem Niepodległości.
W 1914 ukończył naukę w Gimnazjum Mariana Rychłowskiego w Warszawie. W szkole średniej działał konspiracyjnie w Organizacji Młodzieży Niepodległościowej „Zarzewie” oraz w skautingu. Prowadził przyszłą 16 Warszawską Drużynę Harcerzy przy Szkole Realnej im. Stanisława Staszica, a następnie 25 Warszawską Drużynę Harcerską przy Gimnazjum Wojciecha Górskiego. W latach 1914–1918 służył w armii rosyjskiej. W 1915 ukończył 2 Mikołajewską Szkołę Wojskową w Kijowie. W okresie I wojny światowej walczył w Besarabii, na Bukowinie i w Karpatach Wschodnich. Następnie brał udział w walkach na Białorusi jako żołnierz Korpusu Wschodniego gen. Józefa Dowbór-Muśnickiego.
W 1918 ochotniczo wstąpił do Legii Akademickiej, uczestniczył w odsieczy Lwowa i został ranny na polu walki. W Legii Akademickiej był najpierw dowódcą batalionu, a później kompanii karabinów maszynowych. Następnie, w stopniu porucznika, został skierowany  do szkolnictwa wojskowego, gdzie wykładał geografię i historię sztuki wojennej.
W latach 1922–1923 był słuchaczem Kursu Doszkolenia w Wyższej Szkole Wojennej w Warszawie. Z dniem 15 października 1923, po ukończeniu kursu i uzyskaniu tytułu oficera Sztabu Generalnego, otrzymał przydział na stanowisko szefa sztabu zastępcy Inspektora Armii Nr I. Rok później zajmował stanowisko IV referenta w Inspektoracie Armii Nr I w Wilnie. Inspektorem armii był wówczas gen. dyw. Edward Śmigły-Rydz, a referentami: płk SG Władysław Bortnowski, ppłk SG Wincenty Kowalski, ppłk SG Stanisław Świtalski i mjr SG Leon Koc. Będąc słuchaczem Wyższej Szkoły Wojennej, a następnie oficerem sztabu, pozostawał oficerem nadetatowym 36 Pułku Piechoty Legii Akademickiej w Warszawie. Staż liniowy odbył w 18 Pułku Piechoty w Skierniewicach na stanowisku dowódcy III batalionu. Z dniem 24 października 1926 został przydzielony do Generalnego Inspektora Sił Zbrojnych na stanowisko oficera sztabu inspektora armii gen. dyw. Józefa Rybaka.
W 1928 był wykładowcą w Wyższej Szkole Wojennej. 5 listopada 1928 ogłoszono jego przeniesienie do 3 Dywizji Piechoty Legionów w Zamościu na stanowisko szefa sztabu. We wrześniu 1930 został przeniesiony do 84 Pułku Strzelców Poleskich w Pińsku na stanowisko dowódcy batalionu. W marcu 1932 został przeniesiony do 28 Pułku Strzelców Kaniowskich w Łodzi na stanowisko zastępcy dowódcy pułku. Od września 1937 do marca 1939 dowodził 37 Łęczyckim Pułkiem Piechoty w Kutnie.
Podczas kampanii wrześniowej był szefem propagandy w Sztabie Naczelnego Wodza, powołany na to stanowisko pismem Ministerstwa Spraw Wojskowych z 23 marca 1939. Przybył do Warszawy pod koniec sierpnia 1939. 6 września 1939, krótko przed północą, wezwał przez radio mieszkańców Warszawy do udziału w budowie barykad i umocnień wobec bezpośredniego zagrożenia miasta przez Niemców. Jednocześnie wezwał wszystkich mężczyzn zdolnych do noszenia broni, a niepowołanych dotychczas do wojska, do bezzwłocznego opuszczenia stolicy i udania się na wschód, gdzie mieli zostać zmobilizowani. Apel ten wywołał panikę; jeszcze przed świtem 7 września tysiące osób zaczęło opuszczać miasto w kierunku wschodnim. Umiastowski został odwołany z funkcji szefa propagandy przez gen. Waleriana Czumę, który powołał na jego miejsce Wacława Lipińskiego.
9 września 1939 Roman Umiastowski został ewakuowany z Warszawy do Brześcia, gdzie opracowywał komunikaty informacyjne, nadawane do 16 września przez rozgłośnie radiowe w Baranowiczach i Wilnie. 18 września 1939 opuścił Polskę, przekraczając granicę rumuńską w Kutach. Po dotarciu do Francji przez krótki okres sprawował funkcje dowódcze w polskim obozie szkoleniowym Camp de Coëtquidan, lecz 11 października 1939 został zdjęty ze stanowiska i pozostawiony bez przydziału, po czym 18 kwietnia 1940 umieszczony w Ośrodku Oficerskim w Cerizay. Po przybyciu do Wielkiej Brytanii przebywał od sierpnia 1940 w Stacji Zbornej Oficerów Rothesay.
W okresie dwudziestolecia międzywojennego był ściśle związany z tzw. obozem belwederskim, napisał panegiryk na cześć Józefa Piłsudskiego (Józef Piłsudski – twórca wojska, Warszawa 1938). W marcu 1942 gen. Izydor Modelski zwrócił się do władz brytyjskich o „natychmiastowe usunięcie” z terenu Wielkiej Brytanii grupy groźnych przeciwników politycznych gen. Władysława Sikorskiego (m.in. Stefana Dąba-Biernackiego, Mariana Zyndrama-Kościałkowskiego i innych); na liście tej znalazł się również Roman Umiastowski, jednak do deportacji nie doszło.
Publikował książki poświęcone geografii wojennej i geopolityce. Powieściopisarz, pod pseudonimem „Bolesław Żarnowiecki” wydał dwie powieści science fiction, Rok 1974 (Toruń 1927) i Rok 1975 (Warszawa 1928), opowiadające o sojuszu polsko-francusko-czesko-japońskim. Myśl techniczna powieści była nowatorska, zawierały się w niej „fototelefon”, „latające torpedy sterowane radiem”, działa nasłuchowe i pancerze piechoty. Innym wątkiem była broń zatrzymująca samoloty w locie i „awiomatki” (lotniskowce). W 1933 ukazała się jego książka Wśród trujących mgieł: opowieści o wojnie gazowej (Warszawa 1933), będąca „montażem pamiętnikarskim” mówiącym o stosowaniu gazów bojowych w okresie I wojny światowej, szczególnie zaś w czasie bitwy nad Rawką. Znał języki niemiecki, rosyjski, francuski i angielski; opiniował książki autorów estońskich. Tłumaczył z języka angielskiego (Thomas M. Johnson, W sieciach szpiegostwa, Warszawa 1935). W 2009 opublikowano jego Dziennik wojenny 18 IX 1939 – 19 IX 1945 (Warszawa 2009, ISBN 978-83-7181-544-7).
Po zakończeniu II wojny światowej, w czasie pobytu na emigracji w Londynie, był antykwariuszem i kolekcjonerem. W latach 1958–1982 prowadził „Antykwariat Polski” (1 Fountain Drive, London SW19, czynny do 1983), specjalizujący się w książkach, rękopisach, mapach, rycinach, fotografiach i wszelkich materiałach związanych z Polską i Litwą. 25 lutego 1956 otrzymał obywatelstwo brytyjskie.
W 1983 Joanna Umiastowska, wdowa po Romanie Umiastowskim, zgodnie z jego wolą tymczasowo zdeponowała w Muzeum Polskim w Rapperswilu cenną kolekcję ponad 500 egzemplarzy starych map, książek i rycin, głównie poloników z XVII, XVIII i XIX wieku, gromadzoną przez 30 lat. Opis kolekcji Romana Umiastowskiego został opublikowany w książce Polska cała: katalog starych książek, map i rycin XV–XIX wieku Polski dotyczących: w zbiorach Muzeum Polskiego w Rapperswilu z kolekcji Romana Umiastowskiego (Rapperswil 1991), a także w pracy Cartographia Rappersviliana Polonorum: katalog zbiorów kartograficznych Muzeum Polskiego w Rapperswilu (Rapperswil 1995). W skład zbioru wchodziły m.in. drugie wydanie dzieła Mikołaja Kopernika De revolutionibus orbium coelestium (Bazylea 1565), sześć dzieł Jana Heweliusza i pierwsze wydanie kroniki Marcina Kromera De origine et rebus gestis Polonorum (Bazylea 1558). W 1991, po uzyskaniu przez Polskę niepodległości, kolekcja Romana Umiastowskiego została przewieziona do Warszawy. Jego archiwum z lat 1939–1969 zdeponowano w Instytucie Józefa Piłsudskiego w Ameryce. 
Po śmierci Romana Umiastowskiego urnę z jego prochami nielegalnie przewieziono do Polski i 3 stycznia 1983 pochowano w grobie rodzinnym na cmentarzu Powązkowskim w Warszawie (kwatera 305-2-5,6).
Roman Umiastowski był żonaty ze Stanisławą Borzęcką, w późniejszym okresie z Joanną Aldridge-Umiastowską. Jego młodszy syn, Jan Kazimierz Umiastowski (1920–1944), poległ 12 maja 1944 w bitwie o Monte Cassino, w której uczestniczył jako podporucznik 5 Wileńskiej Brygady Piechoty, oficer łącznikowy Kwatery Głównej Brygady. Został pochowany na Polskim Cmentarzu Wojennym na Monte Cassino, a w 1947 roku ukazały się w Londynie jego wspomnienia Przez kraj niewoli: wspomnienia z Litwy i Rosji z lat 1939–1942. Roman Umiastowski zadedykował pamięci syna książkę Russia and the Polish Republic 1918–1941 (Londyn 1945).

## Awanse
- kapitan – 3 maja 1922 zweryfikowany ze starszeństwem z dniem 1 czerwca 1919 w korpusie oficerów piechoty
- major – 31 marca 1924 ze starszeństwem z dniem 1 lipca 1923 i 106 lokatą w korpusie oficerów piechoty
- podpułkownik – 14 grudnia 1931 ze starszeństwem z dniem 1 stycznia 1932 i 6 lokatą w korpusie oficerów piechoty

## Ordery i odznaczenia
- Krzyż Niepodległości (3 maja 1932)[37][1]
- Krzyż Kawalerski Orderu Odrodzenia Polski (9 listopada 1926)[38][39]
- Krzyż Walecznych (dwukrotnie, 1921)[40][41]
- Złoty Krzyż Zasługi (25 maja 1939)[42]
- Medal Pamiątkowy za Wojnę 1918–1921[33]
- Srebrny Wawrzyn Akademicki (5 listopada 1938)[43]
- Medal Dziesięciolecia Odzyskanej Niepodległości[33]

## Publikacje
- Terytorium Polski pod względem wojskowym, Część wstępna i pierwsza, Warszawa 1921
- Podstawy obrony państwa. I – Przyrodzone podstawy obrony państwa. II – Zagadnienia komunikacji z punktu widzenia obrony państwa, Warszawa 1922
- Geografia wojenna Rzeczypospolitej Polskiej i ziem ościennych, Warszawa 1924
- Granice polityczne, naturalne i obronne w czasie pokoju i wojny, Kraków–Dębniki 1925
- Rok 1974. Powieść z czasów przyszłych, Toruń 1927 (pod pseudonimem Bolesław Żarnowiecki)
- Rok 1975. Powieść z czasów przyszłych, Warszawa 1928 (pod pseudonimem Bolesław Żarnowiecki)
- Morze jako źródło bogactwa narodu, Warszawa 1928
- Ludzie morza. Wojna na powierzchni wód (z pamiętników i dokumentów wybrał i zestawił Roman Umiastowski), Warszawa 1928
- Wśród trujących mgieł: opowieści o wojnie gazowej (z pamiętników i dokumentów wybrał Roman Umiastowski), Warszawa 1933
- Thomas M. Johnson, W sieciach szpiegostwa (przekład i przedmowa Roman Umiastowski), Warszawa 1935
- Ludzie przestworza. Życie i walki lotników wielkiej wojny (z pamiętników i dokumentów wybrał Roman Umiastowski), Warszawa 1936
- Legion 10 tysięcy, Warszawa 1936
- Las naszą obroną, Warszawa 1937
- Józef Piłsudski – twórca wojska, Warszawa 1938
- 12 mil do Warszawy... 30 mil do Paryża, Edynburg–Londyn 1941
- Bitwa polska. Przygotowanie i przebieg wojny polsko-niemieckiej w roku 1939, Londyn 1942
- Russia and the Polish Republic 1918–1941, Londyn 1945
- Poland, Russia and Great Britain 1941–1945, Londyn 1946
- Dziennik wojenny 18 IX 1939 – 19 IX 1945, Warszawa 2009